# Федеріко Картабіа
Федеріко Картабіа (ісп. Federico Cartabia, нар. 20 січня 1993, Бомбаль) — аргентинський футболіст, півзахисник іспанського клубу «Депортіво» (Ла-Корунья).

## Клубна кар'єра
Народився 20 січня 1993 року в місті Бомбаль, провінція Санта-Фе. Футболом Феде почав займатися рано, в аматорському клубі «Спортс Бомбаль» з Санта-Фе. У 13 років він разом з родиною переїхав до Іспанію, де незабаром був зарахований в академію «Валенсії». Погравши за все юнацькі команди, Картабіа в сезоні 2012/13 дебютував за «Валенсію Б».
У липні 2013 року Феде був включений новим головним тренером «Валенсії» Мирославом Джукичем в основний склад команди на передсезонні матчі. 31 липня він продовжив контракт з «кажанами» до 2017 року, а його опція викупу склала 20 млн. євро. В офіційних матчах Картабіа дебютував 17 серпня 2013 року в грі з «Малагою» (1:0), де провів на полі 67 хвилин. 22 вересня, у другому своєму матчі за «Валенсію», Картабіа віддав гольову передачу в поєдинку з «Севільєю» (3:1) і став найкращим гравцем матчу. 24 жовтня Феде вперше відзначився голом у складі «кажанів», двічі вразивши ворота «Санкт-Галлена» (5:1) в рамках групового етапу Ліги Європи. Наразі встиг відіграти за валенсійський клуб 9 матчів в національному чемпіонаті.

## Виступи за збірну
2013 року залучався до складу молодіжної збірної Аргентини, взявши участь у домашньому молодіжному чемпіонаті Південної Америки. На молодіжному рівні зіграв у 3 офіційних матчах.
25 жовтня 2013 року, лише через три місяці після дебюту в першій команді «Валенсії», тренер національної збірної Іспанії Вісенте дель Боске став зацікавлений в футболісті і запропонував йому прийняти іспанське громадянство. Проте Картабіа заявив, що його мрія виступати за збірну Аргентини. 

## Титули і досягнення
- Володар Чемпіон ОАЕ: 2022-23, 2024-25
- Володар Кубка Президента: 2020-21, 2024-25
- Володар Кубка Ліги ОАЕ: 2020-21
- Володар Суперкубка ОАЕ: 2020, 2023, 2024